# Hugo Hult
Hugo Ernfrid Hult, född 13 oktober 1861, död 22 september 1934, var en svensk militär.
Hult blev underlöjtnant vid Kalmar regemente 1881, löjtnant vid Generalstaben 1891, major 1901, överstelöjtnant vid Västmanlands regemente 1903, överste vid Generalstaben 1906, sekundchef för Svea livgarde 1909, generalmajor och avsked 1915. Hult var lärare vid Krigshögskolan 1896-1904, chef för Lantförsvarsdepartementets kommandoexpedition 1905-09 samt var ordförande i och ledamot av ett stort antal militära kommittéer. Han utgav Statistisk öfversikt af de europeiska staternas härordningar (1892, 2:a upplagan 1898).